# Давид Александр Винтер
Давид Александр Винтер (нидерл. David Alexandre Winter; имя при рождении Леон Клерекопер (нидерл. Leon Kleerekoper); род. 4 апреля 1943 в Амстердаме) — нидерландский певец, популярный в 70-х гг. XX в., представитель Люксембурга на конкурсе песни Евровидение 1970. Отец известной певицы и киноактрисы Офелии Винтер.

## Биография
Леон начал свою музыкальную карьеру в 1966, став фронтменом группы «Daddy’s Act». В 1968 он покинул группы, начав работать диджеем на «Radio Veronica». Свой первый сингл исполнитель записывает в том же году на лейбле «Philips Records». В 1969 переезжает в Париж, где под псевдонимом David Alexandre Winter записывает дебютный альбом «Oh Lady Mary». Пластинка стала очень популярной в странах Европы. Во Франции она была выпущена тиражом в 750 000 копий и находилась на первом месте в чарте «Top 40» в течение шести недель; также была хитом в Италии, продержавшись в течение двух недель на четвёртой позиции. В общей сложности альбом был выпущен тиражом 3,6 млн копий.
В 1970 Давид принял участие на Евровидении как представитель Люксембурга. Песенный конкурс проходил в Амстердаме — родном городе для исполнителя. Конкурсная композиция, исполненная певцом, называлась «Je suis tombé du ciel» (рус. Я упал с небес). В ней повествование велось о человеке, который до встречи со своей возлюбленной жил на небе; но когда он увидел её, то сошёл на землю, решив, что ему лучше быть рядом с ней на земле, чем находится одному на небе.[значимость факта?] Несмотря на большую популярность исполнителя в ряде европейских стран, его номер не был оценен ни одном баллом, финишировав последним.
В 1971 женился на модели Катрин Фиф, которая родила ему двоих детей. В 1976 Давид разводится с Катрин, и вместе с дочерью Офелией уезжает в США. В 1979 выпускает альбом «L'Étoile du Berger» на лейбле «ISBA Records».
В настоящее время является владельцем крупного автосалона. Имеет несколько детей от двух браков. Дочь Офелия — популярная французская певица и актриса.

## Дискография
- Oh Lady Mary (1969)
- Je suis tombé du ciel (1970)
- L'Étoile du Berger (1979)